# Sheila Jeffreys
Sheila Jeffreys, née le 13 mai 1948 à Londres, est une universitaire et militante féministe radicale britannique. Ses travaux portent sur l'histoire et les aspects politiques de la sexualité humaine.
Elle est notamment connue pour ses analyses critiques de l’hétérosexualité, qu’elle conçoit comme un système de domination masculine, pour avoir contribué à la conceptualisation du lesbianisme politique, ainsi que pour ses positions abolitionnistes concernant la prostitution et la pornographie. Elle émet également des critiques virulentes à l'égard des transidentités et du transféminisme, ce qui lui a valu d’être accusée de transphobie et d’essentialisme par d’autres féministes et universitaires.

## Biographie

### Jeunesse
Sheila Jeffreys naît le 13 mai 1948, à Londres, d'un père militaire ayant servi en Allemagne après la Seconde Guerre mondiale. Elle est scolarisée dans une grammar school pour filles, puis étudie à l'Université de Manchester.
Sheila Jeffreys exprime avoir été athée et socialiste dès sa jeunesse.

### Études
En 1973, Sheila Jeffreys décide « d'abandonner à la fois l'hétérosexualité et son apparence féminine » (« to abandon both heterosexuality and her feminine appearance »). Elle revendique en effet son lesbianisme comme un choix politique et réfléchi.
En 1975, Sheila Jeffreys se réinstalle à Londres. Elle se revendique alors féministe socialiste. Elle rejoint l'un des quarante groupes de Women Against Violence Against Women (WAVAW), une organisation ayant pour but de lutter contre les violences faites aux femmes. Il s'agit de son premier engagement politique.

### Carrière universitaire
En 1985-1986, Sheila Jeffreys reçoit une bourse du programme Fulbright pour poursuivre ses recherches aux États-Unis. Lors de son retour à Londres à l'été 1986, aucun de ses contrats d'enseignement n'est renouvelé.
En 1991, elle publie l'essai Anti-Climax: A Feminist Analysis on the Sexual Revolution, dont la réception positive l'aide à obtenir un poste au département de science politique à l'Université de Melbourne,. Elle est accompagnée en Australie par Ann Rowett, sa compagne, en vertu d'une loi australienne tout juste passée, autorisant les conjoints gays et conjointes lesbiennes à émigrer avec leurs époux, de la même façon que pour les hétérosexuels.
Sheila Jeffreys enseigne en Australie jusqu'en 2015, année où elle prend sa retraite.

## Recherches et positionnements politiques
Seila Jeffreys est principalement connue pour ses positionnements et ses recherches liées au féminisme et au lesbianisme. Elle s'engage également contre l'antisémitisme.

### Critique de l'hétérosexualité
Sheila Jeffreys fait partie des premières féministes radicales à interroger le désir des femmes et leur plaisir dans la sexualité hétérosexuelle. Comme d'autres féministes, elle considère que l'hétérosexualité n'est pas simplement le désir d'un genre pour un autre, mais le désir qui naît de l'érotisation de la domination des hommes et de la soumission des femmes : elle parle d'« érotisation de la subordination ». Pour elle, cette érotisation entraîne chez les femmes une dissociation psychique, que leur sexualité transforme en objet, niant leur statut de sujet. Elle se montre critique des concepts de libération sexuelle et de masochisme féminin. Sa vision du sadomasochisme est jugée « simpliste et manichéenne » par la chercheuse Atara Stein et d'autres féministes pro-BDSM.
Ses analyses concernant l'hétérosexualité, qui apparaît alors comme une construction sociale, contribuent à la conceptualisation du lesbianisme politique.

### Lesbianisme politique et féminisme lesbien
À la fin des années 1960, le lesbianisme politique émerge au sein de la seconde vague des féministes radicales. Il est défini comme un moyen de lutter contre le sexisme, par le rejet de l'hétérosexualité, et donc de l'hétéronormativité. Sheila Jeffreys aide à développer le concept, dans l'article « Love Your Enemy? The Debate Between Heterosexual Feminism and Political Lesbianism », publié par le Leeds Revolutionary Feminist Group : « We do think... that all feminists can and should be lesbians. Our definition of a political lesbian is a woman-identified woman who does not fuck men. It does not mean compulsory sexual activity with women. » (« Nous pensons... que toutes les féministes peuvent et doivent être lesbiennes. Notre définition d'une lesbienne politique est une femme identifiée comme telle qui ne baise pas avec des hommes. Il ne s'agit pas d'une activité sexuelle obligatoire avec des femmes. »).
Les autrices y affirment également que les femmes devraient arrêter de soutenir l'hétérosexualité et invitent les lectrices à se débarrasser des hommes « dans [leurs] lits et dans [leurs] têtes ».
Sheila Jeffreys s'investit également dans le mouvement féministe lesbien.

### Histoire des sexualités et du lesbianisme
Les travaux de Sheila Jeffreys portent également sur l'histoire des sexualités, et en particulier l'histoire du lesbianisme. Elle s'est intéressée en particulier au puritanisme de la fin du XIXe siècle, dans The Spinster and Her Enemies: Feminism and Sexuality 1880–1930 (1985), ainsi qu'au tournant répressif homophobe des années 1920 (« Sex reform and anti-feminism in the 1920s », publié dans The Sexual Dynamics of History: Men's Power, Women's Resistance en 1983). Jeffreys se montre également critique de la révolution sexuelle des années 1960.
Sheila Jeffreys considère que la pathologisation de l’homosexualité féminine par les sexologues aurait conduit à une répression des amitiés féminines dans la première moitié du XXe siècle. Cependant, sa thèse est remise en cause par des recherches plus récentes, notamment les travaux de Laura Doan, Martha Vicinus, Alison Oram et Deborah Cohler, qui montrent que la figure de la « femme invertie » n’était omniprésente ni dans les discours ni dans les perceptions de l’époque, et que les amitiés féminines gardaient souvent des expressions émotionnelles fortes sans crainte excessive d’être étiquetées lesbiennes.

### Abolition de la prostitution et de la pornographie
Sheila Jeffreys adopte une position abolitionniste concernant la prostitution et la pornographie. Elle considère la prostitution comme une forme de violence masculine envers les femmes, et refuse de la considérer comme un travail du sexe ou comme une activité choisie. Elle soutient que la prostitution est un système d'exploitation sexuelle structuré par le patriarcat et que les travailleuses du sexe sont des victimes de la domination masculine. Elle argumente également pour différencier la prostitution du travail reproductif et du travail domestique. Elle critique les discours académiques qui présentent la pornographie et la prostitution comme des pratiques neutres ou émancipatrices, et les accuse de renforcer l’idéologie néolibérale en normalisant l’exploitation sexuelle des femmes.
Dans ses écrits, Jeffreys critique aussi l’industrie de la pornographie, qu’elle associe à la normalisation des violences sexuelles,, au patriarcat et au capitalisme. Elle y voit un prolongement de l’appropriation historique des corps des femmes par les hommes.
Elle défend la criminalisation des clients et milite pour l’abolition de ces pratiques, s’opposant aux discours qui les considèrent comme des formes d’autonomisation. Cette position rejoint sa perspective féministe radicale, qui conçoit la sexualité comme un enjeu fondamental de pouvoir, de contrôle et d’objectification des femmes.

### Transphobie et essentialisme
Sheila Jeffreys tient des positions critiques envers les personnes transgenres, jugées transphobes. Dans plusieurs de ses ouvrages, notamment Gender Hurts: A Feminist Analysis of the Politics of Transgenderism (2014), elle soutient que les transidentités contribuent à détruire le féminisme en se soumettant aux normes patriarcales, et nuisent aux luttes gay et lesbienne,. Jeffreys considère les opérations de réattribution sexuelle et les traitements hormonaux comme des formes de violence médicale. Dans ses écrits les plus récents, elle déplore la visibilité et le crédit accordés au militantisme trans, qu’elle voit comme un effacement de la base politique et sociale des luttes féministes, et critique l’essor de la théorie queer.
Pour Jeffreys, les femmes trans ne devraient pas exister, et, dans un monde post-patriarcal, « le transsexualisme serait inimaginable ».
Ces positionnements de Jeffreys sont récusés par d'autres féministes, dont Jacqueline Sanchez Taylor et Judith Butler qui critiquent sa « vision essentialisante du genre et de la sexualité féminine ». Butler considère que Jeffreys se méprend dans sa compréhension du concept de construction sociale du genre, voire en fait sciemment une utilisation erronée, qui nie le vécu des personnes transgenres.

## Publications

### Ouvrages personnels
- The Sexuality Debates, Routledge & K. Paul, 1987  (ISBN 9780710209368)
- Anticlimax: A Feminist Perspective on the Sexual Revolution, Women's Press, 1990  (ISBN 9780704342033)
- The Lesbian Heresy: A Feminist Perspective on the Lesbian Sexual Revolution, Spinifex, 1987  (ISBN 9781875559176)
- The Spinster and her Enemies: Feminism and Sexuality, 1880–1930, Spinifex, 1997  (ISBN 9781875559633)
- Unpacking Queer Politics: A Lesbian Feminist Perspective, Polity Press in association with Blackwell Pub, 2003  (ISBN 9780745628387)
- Beauty and Misogyny: Harmful Cultural Practices in the West, Routledge, 2005  (ISBN 9780415351829)
- The Idea of Prostitution (2nd ed.), Spinifex, 2008  (ISBN 9781876756673)
- The Industrial Vagina: The Political Economy of the Global Sex Trade, Routledge, 2009  (ISBN 9780415412339)
- Man's Dominion: Religion and the Eclipse of Women's Rights in World Politics, Routledge, 2012  (ISBN 9780415596749)
- Gender Hurts: A Feminist Analysis of the Politics of Transgenderism, Routledge, Taylor & Francis Group, 2014  (ISBN 9780415539401)
- The Lesbian Revolution: Lesbian Feminism in the UK 1970-1990, Routledge, 2018  (ISBN 9781138096561)
- Trigger Warning: My Lesbian Feminist Life, Spinifex, 2020  (ISBN 9781925950205)
- Penile Imperialism: The Male Sex Right and Women's Subordination, Spinifex, 2022  (ISBN 9781925950700)

### Chapitres d'ouvrages
- « Sexology and Antifeminism », dans Dorchen Leidholdt, Janice G. Raymond, The Sexual Liberals and the Attack on Feminism, New York et Londres, Teachers College Press, 1990 (ISBN 978-0807762387)
- « Pornography: Creating the Sexual Future », dans Jennifer Hornsby, Elizabeth Frazer, Sabina Lovibond, Ethics: A Feminist Reader, Oxford, Blackwell, 1992 (ISBN 9780631178316)
- « Women's Friendships and Lesbianism », dans Stevi Jackson, Sue Scott, Feminism and Sexuality: A Reader, New York, Columbia University Press, 1996 (ISBN 9780231107082), p. 46-56
- « Sadomasochism », dans Stevi Jackson, Sue Scott, Feminism and Sexuality: A Reader, New York, Columbia University Press, 1996 (ISBN 9780231107082), p. 238-244
- « Return to Gender: Post-Modernism and Lesbian and Gay Theory », dans Diane Bell, Renate Klein, Radically Speaking: Feminism Reclaimed, Victoria, Spinifex Press, 1996 (ISBN 9781875559381), p. 359-374
- « Heterosexuality and the Desire for Gender », dans Diane Richardson, Theorising Heterosexuality: Telling It Straight, Buckingham Philadelphia, Open University Press, 1996 (ISBN 9780335195046)
- « The Queer Disappearance of Lesbians », dans Beth Mintz, Esther D. Rothblum, Lesbians in Academia: Degrees of Freedom, New York, Routledge, 1997 (ISBN 9780415917018), p. 269-278
- « Prostitution as a Harmful Cultural Practice », dans Rebecca Whisnant, Christine Stark, Not For Sale: Feminists Resisting Prostitution and Pornography, Victoria, Spinifex Press, 2004 (ISBN 9781876756499), p. 386-299
- « Live Pornography: Strip Clubs in the International Political Economy of Prostitution », dans Melinda Tankard Reist, Abigail Bray, Big Porn Inc.: Exposing the Harms of the Global Pornography Industry, Victoria, Spinifex Press, 2011 (ISBN 9781876756895), p. 136-143
- « Beyond ‘Agency’ and ‘Choice’ in Theorizing Prostitution », dans Maddy Coy, Prostitution, Harm and Gender Inequality: Theory, Research and Policy, Farnham, Ashgate, 2012 (ISBN 9781409405450), p. 69-86

### Articles
- Love Your Enemy? The Debate Between Heterosexual Feminism and Political Lesbianism, Onlywomen Press, 1981Écrit avec Leeds Revolutionary Feminist Group.
- « The Queer Disappearance of Lesbians: Sexuality in the Academy », Women's Studies International Forum, vol. 17, no 5,‎ 1994, p. 459-472 (DOI 10.1016/0277-5395(94)00051-4)
- Legalising Prostitution is Not the Answer: The Example of Victoria, Australia, Coalition Against Trafficking In Women, 2001Écrit avec Mary Sullivan.